# Constitution du Guyana
Lire en ligne

Consulter

La Constitution du Guyana est la loi fondamentale la République du Guyana. Elle est entrée en vigueur le 6 octobre 1980, remplaçant la constitution promulguée en 1966 lors de son indépendance du Royaume-Uni. La Constitution actuelle du Guyana contient 12 chapitres qui sont en outre divisés en 232 articles. Elle contient également un préambule ainsi qu'un serment. Depuis son adoption en 1980, elle a fait l'objet de nombreuses révisions constitutionnelles.